# 緬因鎮區 (愛荷華州林縣)
緬因鎮區（英語：Maine Township）是位於美國愛荷華州林縣的一個行政鎮區。

## 地方資料
根據2010年美國人口普查的數據，緬因鎮區的面積為93.01平方千米，當中陸地面積為92.35平方千米，而水域面積為0.66平方千米。當地共有人口1762人，而人口密度為每平方千米18.94人。